# اوشترتسل
اوشترتسل (به آلمانی: Osterzell) یک شهر در آلمان است که در استالگوی واقع شده‌است.